# Napoleon and Samantha
Napoleon and Samantha és una pel·lícula estatunidenca dirigida per Bernard McEveety, estrenada el 1972. Es van fer servir extractes de la pel·lícula a Death: How Can You Live with It? (1976), un curtmetratge educatiu de Walt Disney Pictures de la sèrie Questions!/Answers? on un noi aprèn a acceptar la mort del seu avi.

## Argument[calcitació]
Napoleon d'11 anys viu amb el seu avi. Té un bon amic que és un pallasso en un circ. Quan el pallasso retorna a Europa, Napoleon cuida de Major, un lleó petit. Però l'avi mor i Napoleon s'escapa amb el lleó i la seva amiga Samantha.

## Repartiment
- Michael Douglas: Danny
- Will Geer: avi
- Arch Johnson: cap de policia
- Henry Jones: Mr Gutteridge
- Johnny Whitaker: Napoleon Wilson
- Jodie Foster: Samantha